# La Peste (série télévisée)
Pour les articles homonymes, voir Peste (homonymie) et La Peste.
Production
Diffusion
La Peste est une série télévisée franco-belge en quatre épisodes réalisée par Antoine Garceau d'après un scénario de Gilles Taurand et Georges-Marc Benamou, et diffusée pour la première fois en France le 4 mars 2024 sur France 2.
Cette dystopie, qui se déroule en 2030 et est une libre adaptation du roman d'Albert Camus paru en 1947, est une coproduction de Siècle Productions et de la société belge Umedia,,, réalisée avec la participation de France Télévisions, en association avec Ufund et avec le soutien du Tax shelter du gouvernement fédéral de Belgique, de la région Provence-Alpes-Côte d'Azur, du département des Alpes-Maritimes, de la Ville de Nice et de la métropole d'Aix-Marseille-Provence.

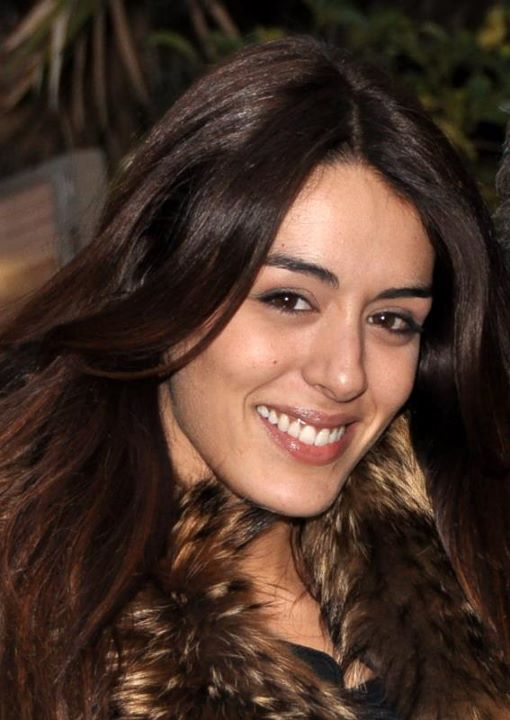
Sofia Essaïdi.

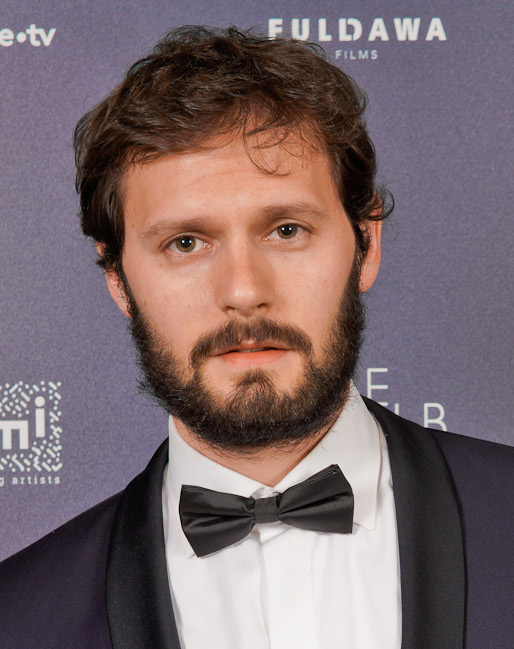
Hugo Becker.

## Synopsis
En 2030, un nouveau variant du bacille de la peste fait son apparition dans une ville du Sud de la France…

## Distribution
- Frédéric Pierrot : Dr Bernard Rieux
- Vinciane Millereau : Dr Sarah Diab
- François Marthouret : Professeur Castel
- Sofia Essaïdi : Laurence Molinier
- Hugo Becker : le journaliste Sylvain Rambert
- Judith Chemla : la pianiste Lucie Ferrières
- Pascale Arbillot : Juliette Rieux
- Bruno Raffaelli : le maire Pierre Cariou
- Patrick Mille : le préfet Chauvat
- Francis Leplay : Professeur Richard
- Éric Denize : le capitaine Bourg, chef de la milice des « Sentinelles »
- Johan Heldenbergh : Jean Tarrou
- Constance Bascou : Nora Sokolova
- Jean-Luc Porraz : Joseph Grand, employé de la mairie
- Éric Naggar : l'entrepreneur de pompes funèbres Cottard
- Guillaume Marquet : le juge Othon
- Anne Leforestier : Madame Othon
- Hippolyte Daumas : Philippe Othon, le fils du juge
- Guillaume Costanza : Éric Cariou, le fils du maire
- Maxime d'Aboville : Père Paneloux
- Gérard Dubouche : Jo Bartoli, le leader des éboueurs grévistes
- Jean-François Cayrey : le chef du poste de surveillance électronique de la ville
- Elias Hauter : Jacky Roux, employé du poste de surveillance électronique de la ville
- Jade Phan Gia : Pearl Wong, journaliste de TV Mairie

## Production

### Genèse et développement
La série est la troisième adaptation visuelle du livre de Camus, après celles réalisées pour le cinéma par le réalisateur argentin Luis Puenzo en 1992, et par le cinéaste québécois Kim Nguyen sous le titre « La Cité » en 2010.
La série est créée et écrite par Gilles Taurand et Georges-Marc Benamou, et réalisée par Antoine Garceau,.
Cette dystopie est une adaptation libre du roman du même nom d'Albert Camus, un des cinq livres les plus lus au monde, mais, selon Hugo Becker, qui prête ses traits au journaliste Sylvain Rambert, il ne s'agit pas d'une transposition classique : « Il y a des personnages tirés du roman, avec les mêmes problématiques, les mêmes dilemmes, mais reproduire et faire exactement la même chose que dans le passé n'aurait pas eu grand intérêt. Ça a déjà été très bien fait, et avec les événements récents comme le Covid, c'est très intéressant de se positionner dans de l'anticipation, car la série se déroule en 2029, c'est tout à fait possible, et ça nous parle à tous après ce qu'on a connu ces dernières années avec le Covid et le confinement ». « La Peste, c'est une métaphore, une parabole, qui permet d'aborder de multiples sujets, comme le totalitarisme, le racisme, la télésurveillance, le contrôle de plus en plus présent » explique l'acteur lors d'une interview réalisée au festival Canneseries,.
Le scénariste et producteur Georges-Marc Benamou explique : « Quand est arrivé le Covid, il y a eu une lutte pour les droits de La Peste. Les prix ont flambé, Gallimard a été harcelé. France Télévisions m'a soutenu. Nous avons foncé. Je remercie la famille d'Albert Camus de nous avoir fait confiance ».
Benamou précise encore : « Nous avons fait le choix d'une dystopie pour nous éloigner de l'œuvre. Celui de créer des personnages importants qui n'existaient pas, notamment des femmes, rares dans La Peste ». « On ne voulait pas que ça ressemble au Covid. L'idée c'est donc d'installer la série après l'épidémie de Covid. Il fallait garder l'authenticité du message de ce livre qui est l'un des cinq plus lus au monde, et en même temps croiser des préoccupations contemporaines comme les épidémies, le fascisme contemporain, le totalitarisme, la télésurveillance. Le symbole de La Peste de Camus c'est l'intolérance, la haine, la dispute plutôt que la parole. C'était les années noires et un certain fascisme. On a voulu essayer avec Gilles Taurand de retranscrire cela dans la modernité d'une série. Et tout ça avec l'appui de Catherine Camus, la fille de Camus, qui adore les séries et aime les prises de risque ».  Pour lui, La Peste de Camus est une inspiration folle : « Le livre est tellement incroyable, tellement visionnaire qu'il avait tout vu ».
Anne Holmes et Anne Didier de la direction de la fiction française de France Télévisions expliquent « Ce projet (…) a par ailleurs une résonance toute particulière avec le contexte actuel, à la fois de montée des radicalités et de crises sanitaires que nous connaissons. Le parti-pris du talentueux duo de scénaristes Gilles Taurand et Georges-Marc Benamou de projeter l'intrigue dans un récit d'anticipation nous a immédiatement séduit et offre une relecture inédite de ce célèbre roman précurseur »,,.

### Attribution des rôles
En avril 2023, Hugo Becker et Sofia Essaïdi confient lors du festival international des séries Canneseries qu'ils n'ont pas beaucoup hésité avant d'accepter de jouer le journaliste Sylvain Rambert et la scientifique et lanceuse d'alerte Laurence Molinier.
Sofia Essaïdi confie : « Après seulement quelques minutes de lecture du scénario, j'étais happée, j'ai dit oui ».
De son côté, Hugo Becker dit de son personnage Sylvain Rambert : « C'est un personnage extrêmement réel. J'ai aimé ce tiraillement. Le personnage garde une vraie noblesse d'âme, mais il a des failles, il y a une vraie vérité qui le rattrape, ça le rend très humain, très proche de nous ».
« C'est la première fois qu'on travaille ensemble et on est ravi car on s'entend très bien » confie Sofia Essaïdi.

### Tournage
Le tournage de la série a lieu du 17 avril au 15 juin 2023 dans les villes de Marseille, Martigues, Aix-en-Provence, Nice,,,,,, Antibes et Beaulieu-sur-Mer, en région Provence-Alpes-Côte d'Azur.
La scène de l'opéra Orphée et Eurydice de Gluck a été filmée au Grand Théâtre de Provence, à Aix-en-Provence. On peut apercevoir le cloître de la Cathédrale Saint-Sauveur d'Aix-en-Provence.
Dans le deuxième épisode, on aperçoit successivement le viaduc de Martigues et le pont de Caronte, ce qui localise aussi les environs de Martigues comme lieux de tournage.

### Fiche technique
Sauf indication contraire, les informations mentionnées dans cette section peuvent être confirmées par les bases de données cinématographiques IMDb et Allociné,  présentes dans la section « Liens externes ».
- Titre français : La Peste
- Genre : Dystopie, drame
- Production : Georges-Marc Benamou, Stéphane Bouchard
- Sociétés de production : Siècle Productions et Umedia[1],[3]
- Réalisation : Antoine Garceau[1],[5],[3],[9]
- Scénario : Gilles Taurand et Georges-Marc Benamou[1],[5],[3],[12]
- Musique : Maïdi Roth et Franck Pilant
- Décors : Séverine Baehrel
- Costumes : Pauline Berland
- Photographie : Antoine Roch
- Son : Pierre Mertens, Olivier Guillaume, François Fayard et Bruno Reiland
- Montage : Sahra Mekki, Julia Danel, Emmanuelle Schneider-De Rousiers
- Pays de production :  France /  Belgique
- Langue originale : français
- Format : couleur
- Nombre de saisons : 1
- Nombre d'épisodes[1],[3],[9] : 4
- Durée : 52 minutes[1],[3],[9]
- Date de première diffusion :
  - France : 4 mars 2024 sur France 2[14]

## Accueil

### Audiences et diffusion

#### En France
En France, la série est diffusée le lundi vers 21 h 10 sur France 2 par salve de deux épisodes du 4 au 11 mars 2024.
| Épisode              | Diffusion          | Diffusion         | Audience moyenne          | Audience moyenne                       | Audience moyenne         | Audience moyenne | Réf.   |
| Épisode              | Jour               | Horaire           | Nombre de téléspectateurs | Part de marché (sur les 4 ans et plus) | Part de marché (FRDA-50) | Classement       | Réf.   |
| -------------------- | ------------------ | ----------------- | ------------------------- | -------------------------------------- | ------------------------ | ---------------- | ------ |
| 1                    | Lundi 4 mars 2024  | 21 h 10 - 22 h 05 | 3 290 000                 | 16,8 %                                 | 9,8 %                    | 1er              | [ 15 ] |
| 2                    | Lundi 4 mars 2024  | 22 h 05 - 23 h 00 | 2 920 000                 | 17,3 %                                 | 9,8 %                    | 1er              | [ 15 ] |
| 3                    | Lundi 11 mars 2024 | 21 h 10 - 22 h 05 | 2 820 000                 | 14,1 %                                 | 5,2 %                    | 1er              | [ 16 ] |
| 4                    | Lundi 11 mars 2024 | 22 h 05 - 23 h 00 | 2 500 000                 | 14,7 %                                 | 5,2 %                    | 1er              | [ 16 ] |
|                      |                    |                   |                           |                                        |                          |                  |        |
| Moyenne de la saison |                    |                   |                           |                                        |                          |                  |        |

- Les plus hauts chiffres d'audience
- Les plus bas chiffres d'audience

### Accueil critique
Alexandre Letren, du site VL-Media, attendait beaucoup de cette série mais éprouve une vraie déception lors du visionnage : « La série tente beaucoup de choses, prend des libertés par rapport au roman de Camus mais ne va pas jusqu'au bout. On a très souvent l'impression que ces bonnes idées sont soit pas abouties, soit carrément mal traitées. L'un des exemples est la place des femmes dans la série. Il a été décidé d'en ajouter au récit car leur présence manquait dans le roman de Camus et c'est en effet une décision nécessaire et judicieuse ». Mais il déplore que les personnages féminins ajoutés n'ont en fait que peu de place dans la série et il conclut « Une belle mise en scène et une belle distribution qui ne suffisent pas à pallier certains choix scénaristiques ».